# Alexandre Marcos Konder
Alexandre Marcos Konder (Itajaí, 1904 - Rio de Janeiro, 14 de setembro de 1953) foi um jornalista e escritor brasilleiro.

## Vida
Filho do político Marcos Konder e de Maria Corina Régis Konder, e irmão de Gustavo Adolpho Konder, Victor Márcio Konder e Valério Konder, formou-se em Direito no ano de 1925 na Faculdade de Direito da Universidade de São Paulo.

## Carreira jornalística
Colaborador da Gazeta de Notícias, foi preso na década de 1940 por dois anos na Casa de Correção do Rio de Janeiro sob suspeita de colaboração com os países do Eixo, pois havia trabalhado como intérprete das embaixadas alemãs e japonesas. Após a guerra, ocupou o cargo de diretor do jornal Tribuna de Minas, em Belo Horizonte.

## Obras
- Vidas e tradições japonesas, Rio de Janeiro: Record, 1936;
- O poema do prisioneiro; Rio de Janeiro: Record, 1936;
- Do outro lado da terra, 1939;
- Um repórter brasileiro na guerra européia, Rio de Janeiro: Pongetti, 1940;
- Nossos vizinhos dos Andes Rio de Janeiro: Record, 1942;
- História do Japão. Rio de Janeiro: Século XX, 1942;
- Os Halifax, Rio de Janeiro: Organizações Simões, 1952;
- Imperialismo e legítima defesa;
- Os mandatos de B e C e a Liga das Nações;
- A grande aventura (peça de teatro).